# Takakkawia
Takakkawia (лат.) — род ископаемых губок из класса обыкновенных губок. Известны из среднекембрийской формации сланцев Бёрджес, расположенной в Скалистых горах на территории Британской Колумбии (юго-запад Канады). Возраст окаменелостей составляет 513—501 млн лет. 1377 экземпляров, принадлежащих к этому роду, были найдены в Большом пласте листоногих раков (англ. Greater Phyllopod bed), где они составляют около 2,5 % общего количества окаменелостей. Латинское название рода дано в честь водопада Такакко в национальном парке Йохо.